# Hermann Holzheimer
Hermann Holzheimer (* 23. Oktober 1928 in Aschaffenburg; † 4. Januar 2012 in Schmalwasser, Landkreis Rhön-Grabfeld) war ein deutscher Diplomat, der unter anderem Botschafter in Chile sowie im Irak war.

## Leben
Der Sohn eines Psychologen und Schulrates wuchs in Würzburg auf und studierte nach seinem Abitur am Johann-Philipp-von-Schönborn-Gymnasium in Münnerstadt Rechtswissenschaften und Volkswirtschaftslehre an der Julius-Maximilians-Universität Würzburg sowie der Otto-Friedrich-Universität Bamberg.
Nach Abschluss des Studiums trat er 1954 in den Auswärtigen Dienst ein und war zunächst Attaché an den Auslandsvertretungen in Genf und Antwerpen, ehe er zwischen 1956 und 1960 Konsul in Brasilien war. Nach einer Verwendung im Auswärtigen Amt war er von 1963 bis 1969 an der Botschaft in Indien tätig. Danach kehrte er als Botschaftsrat an die Botschaft in Brasilien zurück und war daraufhin zwischen 1972 und 1975 Referatsleiter für Deutsche Auslandsschulen im Auswärtigen Amt in Bonn tätig, in dem er auch die Verantwortung für die Betreuung der Goethe-Institute trug.
Anschließend blieb er im Auswärtigen Amt und war dort als Vertreter von Franz Jochen Schoeller von 1975 bis 1980 stellvertretender Chef des Protokolls. Am 19. Mai 1978 wurde er zum Großoffizier des Ordens des Infanten Dom Henrique ernannt.
Nach Beendigung dieser Tätigkeit erhielt er 1980 seine Akkreditierung als Botschafter im Irak.
Danach war er zwischen 1983 und 1986 Botschafter in Chile und hatte sich während dieser Zeit als Nachfolger von Erich Strätling auch mit der Problematik um die Colonia Dignidad zu befassen. Obwohl immer mal wieder Gerüchte und Berichte über die tatsächlichen Zustände in der streng abgeschirmten Kolonie, nicht zuletzt auch über mysteriöse Todesfälle, nach draußen drangen, behandelte die deutsche Botschaft das Problem auch unter Strätling-Nachfolger Hermann Holzheimer lange dilatorisch. Erst als im Februar 1985 zwei Eheleuten die Flucht gelang, änderte sich die Lage. Immer noch vorsichtig, kabelte Holzheimer seine ‚Auffassung‘ nach Bonn, 
„dass der chilenischen Seite unsere Erkenntnisse über die Lebensbedingungen in der Colonia Dignidad nicht vorenthalten werden sollten“.
Er fügte hinzu: 
„Wichtiger wäre allerdings, dass die in vielem an ein Konzentrationslager gemahnenden Lebensbedingungen... geändert werden und Herrn Schäfer nicht weiter Gelegenheit gegeben wird, Kinder bei sich schlafen zu lassen...“
Im Anschluss war Holzheimer von 1986 bis 1989 stellvertretender Generalsekretär der Westeuropäischen Union in London.

## Ehrungen
- 1978: Großoffizier des Ordens des Infanten Dom Henrique
- 1979: Großoffizier des Verdienstordens der Italienischen Republik
- 1980: Verdienstkreuz 1. Klasse der Bundesrepublik Deutschland

## Veröffentlichungen
- Diplomatenlatein, Autobiografie 2002[2]